# Цветихин, Михаил Васильевич
 Михаил Васильевич Цветихин  (1763 — после 1792, в XIX веке употреблялось также отчество «Никитич») — переводчик.

## Биография
Сведений о его происхождении не имеется, но можно предположить, что он был из духовного звания. Воспитывался в Московской Славяно-греко-латинской академии на философском и богословском факультетах.
В 1782 году в Москве было открыто «Дружеское учёное общество» и Цветихин, как один из лучших учеников академии, был принят в число 30 воспитанников в составе Филологической семинарии. Руководство имело целью развивать в юношестве любовь к наукам и литературе и заставляло своих питомцев заниматься сочинениями и переводами для помещения их в издаваемых им журналах: «Вечерняя Заря» и «Детское Чтение».
В 1783 году Цветихин был переведен в гимназию при академии Наук в Петербурге, в числе одиннадцати лучших учеников Московской Академии, по требованию президента Академии Наук княгини Е. Р. Дашковой.
Несмотря на то, что он был одним из лучших учеников Московской Академии, он, по отзыву академиков Лепёхина, Крафта, Фусса и Гекмана, оказал весьма слабые познания в науках. Так, например, они сказали, что о «физике он имеет весьма малое понятие, притом без всякой связи и порядка»; «математика его простирается до простого деления, но и эти первые арифметические операции надобно ему протвердить»; «в немецком языке ничего не знает»; «в языке французском мало разумеет и в чтении нетверд»; «по-гречески учился, но забыл» и т. п.
Цветихин начал заниматься переводами с латинского и греческого языков ещё будучи студентом Московской Академии.
В 1784 году Цветихин был ещё студентом Академии Наук.
В 1784—1785 годах имел чин титулярного советника и работал секретарём в Иркутском наместническом правлении, а в 1786 году стал капитан-исправником в Верхнеудинском округе, где исполнял должность до 1793 года.